# Pierre Chareau

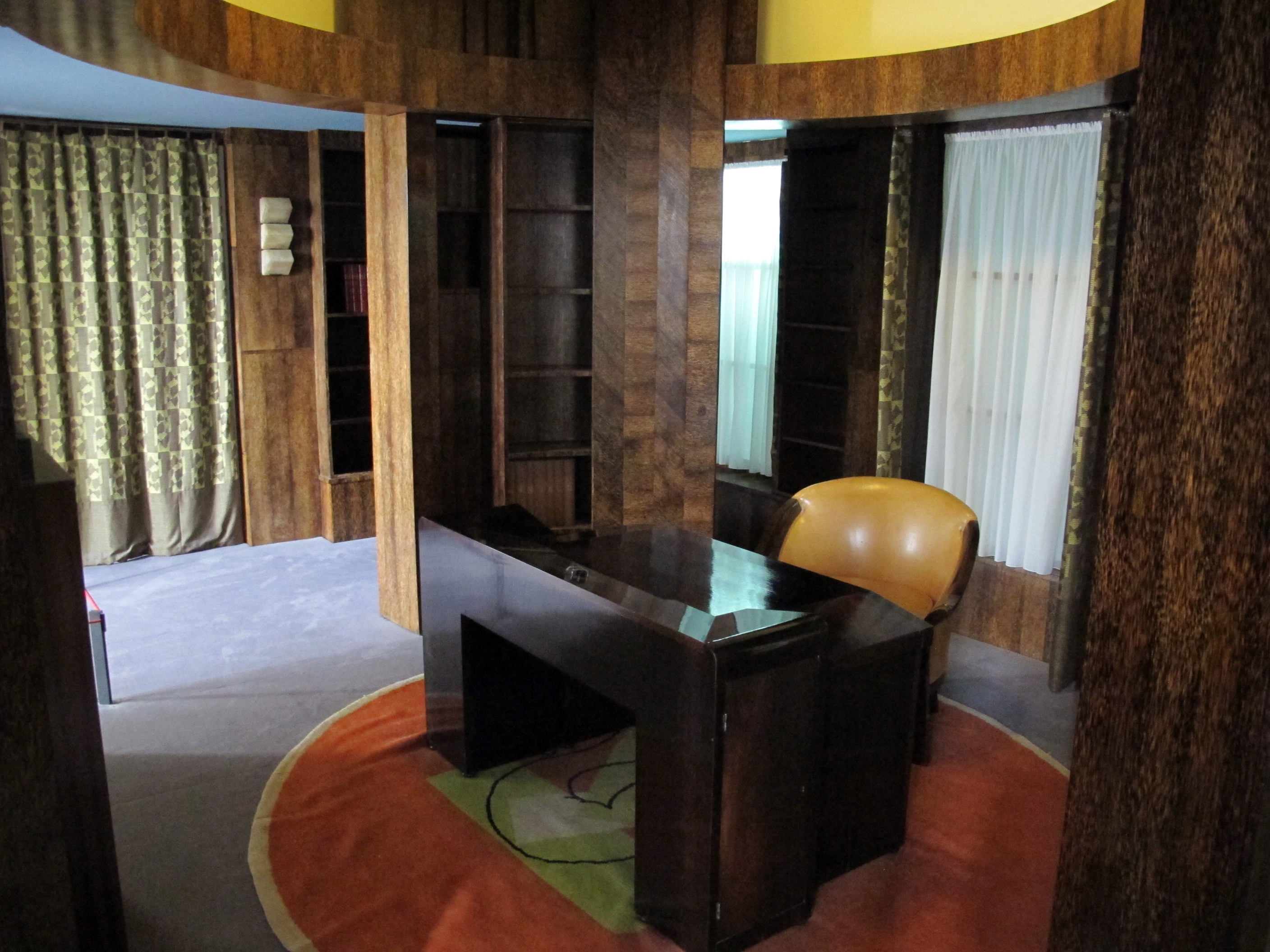
Birou-bibliotecă de Pierre Chareau, Musée des Arts Décoratifs, Paris

Pierre Chareau (n. 4 august 1883, Bordeaux, Franța – d. 24 august 1950, New York City, Statele Unite) a fost un arhitect, designer de mobilier și decorări interioare francez.
Pierre Chareau a fost, alături de Le Corbusier, unul dintre primii arhitecți moderniști din Franța, utilizând design conceptual modernist, respectiv materiale puțin folosite anterior, așa cum sunt metalul, sticla și betonul.  A fost unul din membrii fondatori al seriei de congrese CIAM, Congrès international d'architecture moderne.

## Realizări profesionale
Chareau a realizat, între 1928 și 1931, împreună cu Bernard Bijvoet, opera sa care este considerată majoră, Maison de Verre, Casa de sticlă. Construită la numărul 31 al străzii Saint Guillaume din Paris, pentru doctorul Dalsace, clădirea, care constă din trei etaje, este remarcabilă din exterior prin faptul că are o fațadă total construită din sticlă. În aceeași manieră funcțională modernistă, elementele de separare a diferitelor încăperi, precum și elementele de canalizare sunt realizate din metal, beton sau sticlă fiind transformate armonios și elegant în elemente decorative.